# Michalina Wisłocka
Michalina Anna Wisłocka (n. 1 iulie 1921, Łódź, Polonia – d. 5 februarie 2005, Varșovia, Polonia) a fost un medic polonez, endocrinolog, ginecolog, citolog și sexolog, doctor în științe medicale (1969).